# Бадьёль (приток Чери-Ижемской)
Бадьёль (Баддяёль) — река в России, протекает по Республике Коми. Устье реки находится в 29 км по правому берегу реки Черь-Ижемская. Длина реки составляет 17 км.

## Данные водного реестра
По данным государственного водного реестра России относится к Двинско-Печорскому бассейновому округу, водохозяйственный участок реки — Печора от впадения реки Уса до водомерного поста Усть-Цильма, речной подбассейн реки — бассейны притоков Печоры ниже впадения Усы. Речной бассейн реки — Печора.
По данным геоинформационной системы водохозяйственного районирования территории РФ, подготовленной Федеральным агентством водных ресурсов:
- Код водного объекта в государственном водном реестре — 03050300112103000075656
- Код по гидрологической изученности (ГИ) — 103007565
- Код бассейна — 03.05.03.001
- Номер тома по ГИ — 03
- Выпуск по ГИ — 0

## Этимология
На языке коми означает «ивовая река», «ивовый ручей» (от бадь «ива», ёль «лесной ручей»).